# Лео фон Капріві
Лео фон Капрі́ві, повністю Георг Лео граф фон Капріві де Капрера де Монтекукколі (нім. Georg Leo Graf von Caprivi de Caprera de Montecuccoli), 24 лютого 1831, Шарлоттенбург поблизу Берліна, Пруссія — 6 лютого 1899 в Скірені, Бранденбург, Німеччина. Німецький військовий та політичний діяч, генерал-майор німецької армії, наступник Отто фон Бісмарка на посаді канцлера Німецької Імперії (з 20 березня 1890 по 28 жовтня 1894).
У 1849 році він поступив до прусської армії; пройшов усі ступені армійської кар'єри. Брав участь у Австро-прусській війні (1866) в чині майору генерального штабу при головнокомандувачі Першого корпусу. Під час Франко-прусської війни (1870–1871) — в чині підполковника на посаді голови штабу П'ятого корпусу. В 1877 році одержав чин генерала, в 1882 був призначений командувачем 30-ї дивізії в Меці. З 1883 по 1888 рік він очолював імперське Адміралтейство і виявив на цій посаді неабиякій адміністраторський хист.
На короткий час він був призначений командувачем Десятого корпусу, після чого в лютому 1890 року був викликаний кайзером Вільгельмом II до Берліна. Його було поінформовано, що кайзер хоче бачити його на посаді рейхсканцлера замість Отто фон Бісмарка на разі, якщо той не погодиться на запропоновані кайзером зміни в уряді. Після відставки Бісмарка 18 березня 1890 року, Капріві був призначений канцлером Німецької Імперії і міністром-президентом (прем'єр-міністром) Пруссії.
Уряд Капріві проводив політику, відому серед істориків як «новий курс», яка у внутрішніх справах характеризувалася порозумінням з соціал-демократами (уряд Капріві не став продовжувати антисоціалістичний закон 1878 року), а на зовнішньому фронті — зближенням з Великою Британією, зразком якого став складений у липні 1890 року Занзібарський договір. Згідно з цим договором Німеччина отримала острів Гельголанд у Північному морі в обмін на свободу дій стосовно султанату Занзібар. Йому також вдалося придбати в Африці для Німеччини так звану Смугу Капріві, яка з'єднала колонію Німецька Південно-Західна Африка з річкою Замбезі.
Капріві також сприяв укладенню торговельних угод з Австро-Угорщиною, Італією, Бельгією, Швейцарією, Румунією і Росією, за що 18 грудня 1891 року йому було подаровано титул графа.
Занзібарський договір спричинив обурення проти Капріві серед впливових про-колоніальних політичних груп, тоді як його політика вільної торгівлі зустріла опір серед консервативних аграріїв — прихильників протекціонізму.
В 1892 році після невдачі свого проекту закону про освіту в прусському парламенті, Капріві подав у відставку з посади прусського міністра-президента, і його змінив граф Ботто фон Ойленбург. Це спричинило незручний розподіл влади між канцлером і прусським прем'єром; двовладдя завершилося відставкою обох 28 жовтня 1894 року і заміною їх на князя Хлодвіга фон Гогенлое-Шиллінгсфюрста.

## Родина
Родина Капріві походить з Крайни. Найдавнішим представником роду, про якого зберіглись писемні відмості, є Андреас Копріва (помер близько 1570 року). В XVII столітті родина оселилась в Сілезії, та завдяки заслугам під час воєн з Туреччиною 1653 року була зарахована до лицарського стану Священної Римської імперії, та отримала земельні володіння в Австрії. Починаючи з XVII століття родина називає себе фон Капріві (von Caprivi). До родини Капріві також належить історик та письменник Юліус Леопольд фон Капріві (1695—1768).
Лео був старшим сином в родині прусського судді Верховного суду та юрисконсульта Леопольда фон Капріві (1791—1865), члена верхньої палати прусського парламенту та Емілії Кьопке (1803—1871). Мати була родом з освіченої родини. Її батько, Густав Кьопке, був професором теології та керівником берлінської гімназії «У сірого монастиря»
Брат Капріві був генерал-лейтенант Раймунд фон Капріві. Його племінник Лео фон Капріві був флігель-ад'ютантом імператора Вільгельма ІІ і також не був одруженим. Капріві відрізнявся від решти представників вищих кіл прусського суспільства тим, що походив не з родини великих землевласників. Сам Капріві вважав себе «без кола і двора».

## Військова кар'єра

### Початок
Капріві навчався в гімназії Фрідріха-Вердерша в Берліні. Після завершення навчання в 1849 році він був переведений до гвардійського полку «Кайзера-Франца». В ранзі другого лейтенанта він продовжив навчання в Прусській військовій академії. В ранзі капітана він служив починаючи з 1860 року в топографічному відділі Генерального штабу. Служив в штабі 5 дивізії під час Данської війни 1864 року, а в 1865 році був призначений командиром роти. Під час Австро-Прусської війни 1866 року Капріві служив у ранзі майора в Генеральному штабі. Війну він пройшов під командуванням Фрідріха Карла Прусського в штабі 1 армії. Потім був переведений до генерального штабу гвардійського корпусу, та в лютому 1870 року був призначений головою генерального штабу Х корпусу.

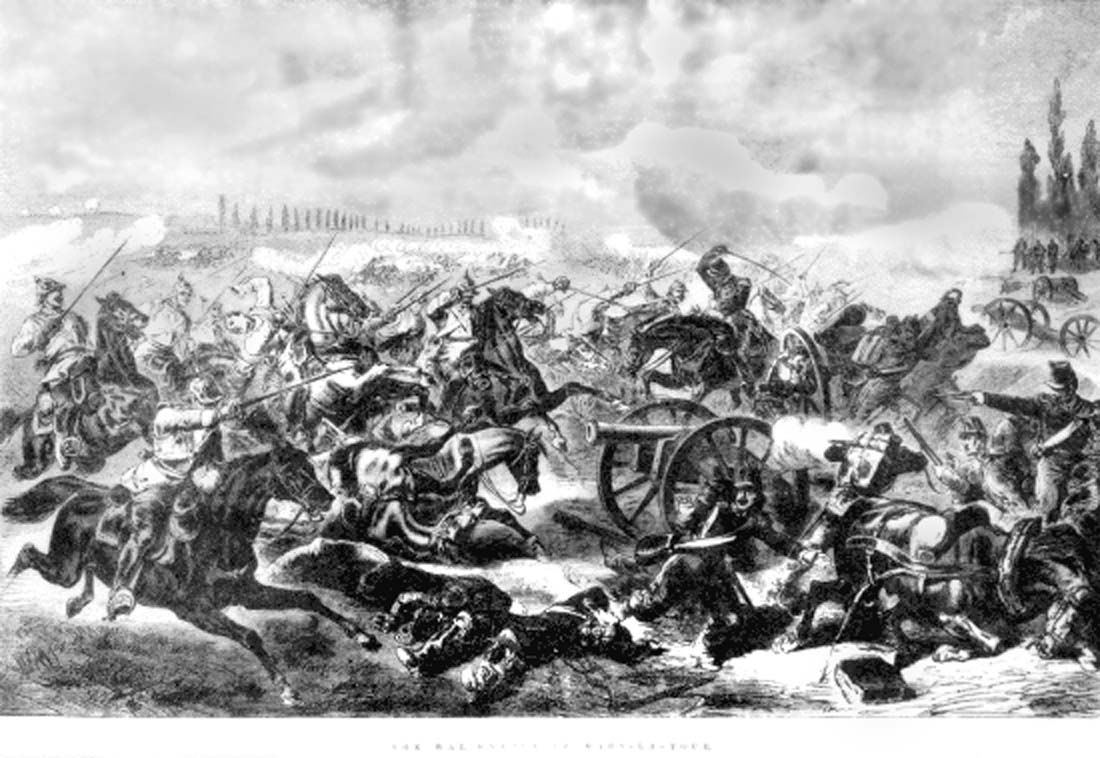
Ілюстрація в тогочасній пресі битви при Марс-ла-Тур.

Капріві, найобдарованіший учень Мольтке, під час німецько-французької війни 1870—1871 років очолив генеральний штаб Х армійського корпусу в ранзі підполковника.
Призначення молодшого за віком Капріві привернуло увагу громадськості. На війні йому вдалось виправдати сподівання командування, та здобути перемоги, зокрема, в битві при Марс-ла-Тур, облозі Меца, та, особливо, в битві при Бон-ла-Ролан. За свої заслуги був нагороджений орденом Pour le Mérite.

### Голова Імперського адміралтейства
По завершенню війни Капріві був призначений керівником відділу в Міністерстві оборони. Тут він брав участь в розробці проекту закону про казарми (нім. Kasernierungsgesetz) та впровадженням рушниць Маузера. Починаючи з 1878 року його призначають командиром різних дивізій.
Після відставки голови Імперського адміралтейства Альбрехта фон Стоша в 1883 році Капріві, в ранзі віце-адмірала був призначений на звільнену посаду. Деякі біографи вважають, що це призначення відбулось завдяки Отто фон Бісмарку. Томас Ніпперді стверджує, натомість, що серед офіцерів ВМС було поширене невдоволення призначенням Капріві.
Спочатку, Капріві не був задоволений завданням. Однак, він показав талант керівника, реформував та розбудував ВМС. За його підтримки, серед іншого, було розпочато дослідження торпед. Ним були сформульовані інтереси флоту в двох великих памфлетах для Рейхстагу. Після сходження на трон Вільгельма ІІ, який вважав, що знається на флоті краще за всіх фахівців, у 1888 році проявились відмінності в думках з кайзером. Вільгельм бажав відокремити, досі об'єднані в Адміралтействі, адміністративний апарат від військового командування. Але важливішим була повна зміна курсу. Капріві був прибічником традиційної континентальної військової доктрини, яка ставила перед флотом лише оборонні завдання. Натомість, Вільгельм мріяв збудувати океанський флот, здатний конкурувати з флотом Великої Британії. Капріві відмовився брати участь у втіленні цієї та інших ідей, і не маючи більше можливостей стримувати переозброєння флоту, пішов у відставку.
Після його відставки у 1888 році Капріві був призначений генералом-командувачем Х корпусу армії.

## Політика «Нового курсу»

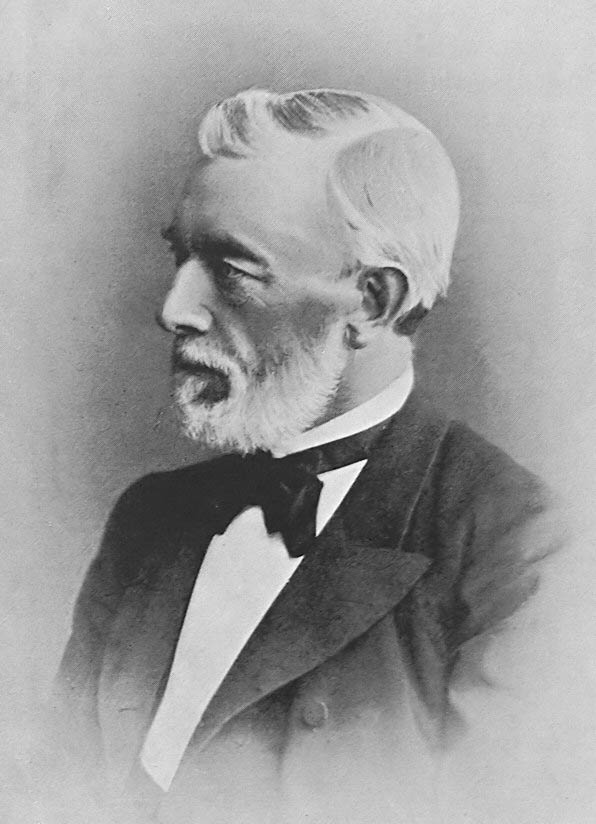
Йохан фон Міквель мав істотний вплинув на політику Капріві.

На цьому тлі, призначення Капріві одразу після відставки Бісмарка в 1890 році, на посаду Рейхсканцлера (до 1894 року) та прусського прем'єр-міністра (до 1892) було повною несподіванкою. Капріві був обраний Вільгельмом ІІ зокрема тому, що кайзер бачив в ньому людину, яка в суперечках з Бісмарком (антисоціалістичний закон, культуркампф, питання меншин) захищав курс на примирення, і, до того ж, був загартованим війною генералом, який активно долатиме загострення у внутрішній політиці. Після початку роботи на новій посаді, Капріві відправив до «Берлінер Тагеблат» листа, де назвав своїм головним завданням, як наступника Бісмарка, «націю після попередньої епохи великих людей та великих вчинків повернути до звичного життя.» Капріві також окреслив ряд ініціатив нового політичного курсу. Вільгельм ІІ в 1890 році назвав таку політику «Новим курсом». Досягнуті на початку успіхи переконали молодого кайзера у вірності вибору.
Американський історик Роберт К. Мессі так описав Капріві на початку роботи в уряді:
|  | Капріві, у віці 59 років, був прикладом зразкового прусського офіцера. Він вів спартанський спосіб життя, жодного разу не одружувався, не курив, мав небагато близьких друзів та мало ворогів. Читав історичну літературу та вільно володів англійською та французькою мовами. Він рухався спокійно, поводив себе відкрито та дружньо, та зрозуміло висловлював думки. |

На початку урядування Капріві дав обіцянку «брати найкращі ідеї, сумісні з загальним добробутом, не залежно від того, хто та звідки їх пропонуватиме.» Він назвав себе прихильником «нового курсу» як у зовнішній, так і у внутрішній політиці. Економічна частина урядової програми реформ ґрунтувалась на ідеях лідера націонал-лібералів Йохана фон Міквеля Були передбачені реформи в різних галузях, зокрема, в соціальній політиці. Важливу роль відіграли міністр економіки Пруссії Ганс Герман фон Берлепш, міністр внутрішніх справ Ернст Людвіг Герфурс, міністр оборони Карл Георг фон Кальтенборн-Штахау. Не рівні імперської влади важливу роль відіграли державний секретар Карл Гейнріх фон Боетіхер та Адольф Маршал фон Біберштайн. Політика зрівняння мала чіткі границі; обмеження авторитету монарха та держави було неприпустиме. Державні повноваження втручання, зокрема, за законом про об'єднання, не були ліквідовані, дисциплінарні правила чиновників були частково посилені, а суддями були призначені люди консервативних поглядів. Томас Ніпперді назвав цю політику освіченим чиновницьким консерватизмом.
Для впровадження політичної програми Капріві, як і Бісмарк, мав покладатись на Рейхстаг. Новим було те, що новий кайзер прагнув отримати прямий вплив на політичні процеси. Часто змінювані погляди на різні питання кайзера та зазіхання на абсолютизм перетворились починаючи з канцлерства Капріві на головний фактор німецької політики. Також слід не применшувати значення опозиції розчарованого Бісмарка. Ще однією проблемою для Капріві були відносини між Рейхом та Пруссією. На відміну від Бісмарка, Капріві більше покладався на колегіальний стиль правління в прусських міністерствах. Ним були обіцяні ці зміни вже в першій промові перед прусським парламентом. На відміну від попередника, Капріві не вимагав особистої присутності під час доповідей міністрів перед кайзером. Це призвело до того, що стало важче узгоджувати протиріччя в середині уряду. Так, це дозволило міністру фінансів Пруссії перетворитись на справжнього господаря підпорядкованого йому відомства.

### Зовнішня політика

#### Не продовження договору перестраховки
Попри те, що Капріві сам був військовим, він відкидав використання війни для досягнення політичних цілей. Таким чином, він відмовився від викликів упереджувальної війни у вигляді союзів між Австро-Угорщиною та Німеччиною проти Росії, як їх представив Альфред фон Вальдерзее. Через не продовження дії договору перестраховки урядом Капріві погіршились відносини з Росією. Це рішення було зроблене при погодженні з міністерством зовнішніх справ. Нарешті, Вільгельм ІІ не міг більше відкидати закиди на свою адресу. Зокрема, рішення не продовжувати дію договору перестраховки — одразу як громадськість дізналась про цей таємний договір — спричинило гостру критику з боку прибічників Отто фон Бісмарка. Преса називала Капріві дилетантом в справі міжнародних відносин. Критики, а згодом і деякі історики, закидали Капріві, що таким чином Німеччина опинилась в оточенні, що прирікло її до війни на два фронти під час Першої світової війни. Перш за все, вже наприкінці урядування Бісмарка стали погіршуватись відносини з Росією, та через торговельну війну навколо російського експорту зерна ставали дедалі гіршими. Водночас, ближче до кінця 1880-х років, в російських політичних колах значно посилились прибічники зближення з Францією. Навіть у випадку продовження дії договору перестраховки не було здатне їх стримати. Тобто, не продовження дії договору перестраховки не було початком кризи в німецько-російських відносинах; однак наслідки цього рішення були дуже болючими. Як наслідок, в 1893—1894 роках Росія та Франція уклали союз. Це ще дужче наблизило Німеччину до Австро-Угорщини. В підсумку, не продовження дії договору перестраховки призвело до утворення в Європі конкуруючих між собою блоків союзних держав.

#### Колоніальна політика

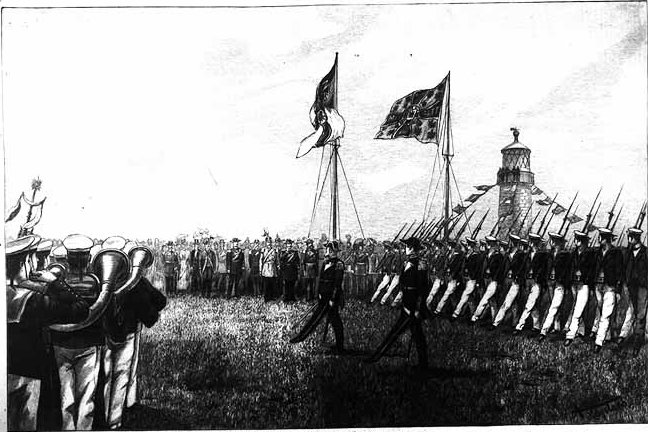
Парад на честь здобуття Гельголанду.

Замість договору перестраховки з Росією, Капріві зробив ставку на троїстий союз з Австро-Угорщиною та Італією. Який він намагався доповнити гарними відносинами з Великою Британією. Згідно з підготовленим ще Бісмарком Занзібарським договором Німеччина отримала острів Гельголанд та частину земель поблизу Дар-ес-Салам в Занзібарі в обмін на султанат Віту та деякі території в Східній Африці. Крім того, Німеччина отримала також названу на честь канцлера смугу Капріві в тогочасній Німецькій Південно-Західній Африці (сучасна Намібія). Отримання контролю над Гельголандом переслідувало стратегічну мету посилення оборони узбережжя німецьких колоній. Угода була важлива ще й тим, що давала чіткий сигнал Великої Британії, що Німеччина не ставить під сумнів статус колоніальної наддержави Великої Британії. Капріві сподівався, що угода відкриє шлях до укладання союзного договору між обома державами. Однак, ці сподівання виявились марними. Певну роль зіграли відмінності у ставленні та конфлікт інтересів по відношенню до Османської імперії.
Порозуміння в питанні колоній було для Капріві без ускладнень оскільки він вважав, що у випадку війни з Великою Британією Німеччині забракне сил захистити власні колонії. До того ж, він не був прибічником колоніальної експансії.

#### Торговельна політика
Особливою рисою торговельної політики Капріві була її агресивність: «або ми експортуватимемо товари, або ми експортуватимемо людей.» Він вважав, що без розвиненої конкурентноспроможної промисловості, зазіхання Німеччини на статус наддержави буть марними. Стан економіки став поліпшуватись після глибокої кризи в середині 1890-х років. Це призвело до того, що сільське господарство стрімко втрачало в Німецькій імперії вагу, в той же час, система торговельних договорів сприяла розвитку промисловості. Водночас прибирались митні перепони. Зокрема, були прибрані важливі для великих землевласників захисні мита на зернові.
Торговельна політика була для Капріві інструментом зовнішньої політики, він намагався торговельними угодами прив'язати інші країни до Німецької імперії. Щільно переплетена «економічна зона з 130 мільйонами людей» мала стати перепоною для можливих війн. При цьому, він брав до уваги піднесення Сполучених Штатів Америки та інших держав за межами Європи. Довготривалі торговельні угоди були кладені, зокрема, з Австро-Угорщиною, Італією, Швейцарією та Бельгією. Згодом угоди були укладені з Сербією, Румунією, та Іспанією.
В підсумку, це означало завершення політики протекціонізму Бісмарка. В цьому питанні Капріві мав підтримку більшості Рейхстагу а кайзер надав йому титул графа. Однак, загальна підтримка швидко зникла, коли Капріві припинив торговельну війну з Росією. Завдяки цьому кроку, можна було не лише експортувати німецькі промислові товари, а й в обмеженому обсязі знову імпортувати до Німеччини зерно. Це значно поліпшило відносини з Росією, але у внутрішній політиці викликало шалений опір аграріїв.

### Внутрішня політика

#### Політика примирення

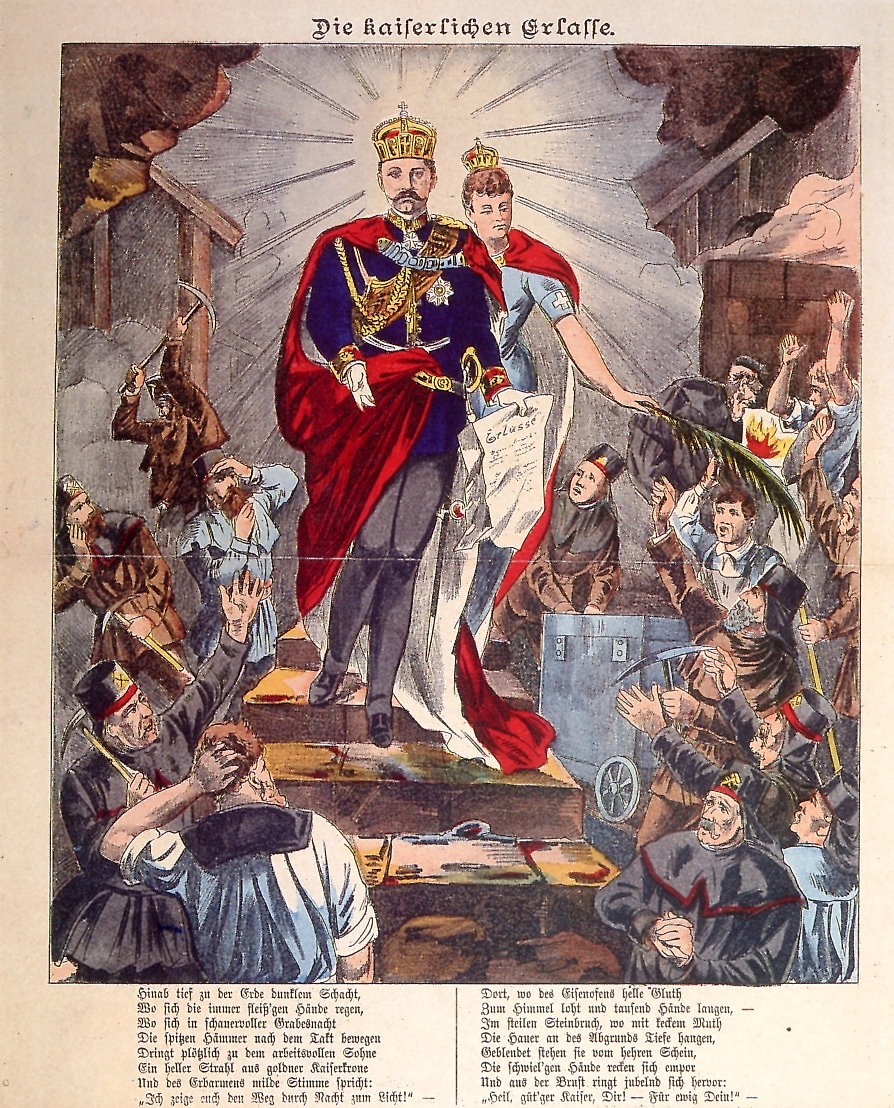
«Лютневі укази». Ідеалізоване зображення Вільгельма ІІ та сподівання на «соціальну імперію» (друкований плакат 1890 року)

Для Капріві держава повинна мати монархічних соціальних авторитарний устрій оснований на християнських традиціях. Він спробував залучити до розв'язання внутрішніх протиріч всі політичні партії.
|  | Уряд може стримувати та придушувати, але це нічого не дасть, образи слід лікувати з середини. ... Це значить, що якщо людина добре почуває себе в державі, вона має бути готова віддати себе з головою та серцем завданням, які ставить перед нею держава.» |

Ці тези вітали як в Рейхстазі, так і громадськістю. Капріві бачив себе в ролі посередника між кайзером та Рейхстагом. Він не мав підтримки сильної партії в Рейхстазі та мусив весь час шукати підтримку в ситуативної більшості. Тому на початку існували великі сумніви в успішності запропонованих ним реформ.
Він намагався здобути прихильність не лише ліберальних та консервативних рухів, а й порозумітись з представниками поляків та представниками Ганноверського королівства у Рейхстазі. Розв'язання проблеми вельфійського фонду зменшило напруження у відносинах з вельфійськими лоялістами. Капріві вірив, що при конфлікті з Росією, він міг покладатись на поляків, і прислухався до голосів представників польської меншини у Рейхстазі. Він пішов на поступки в мовному питанні для навчання у школах, полегшив роботи польським кооперативним банкам, та дозволив призначення польського архієпископа для Познанської та Гнєзенської архідієцезій. Однак, ці зміни, особливо після відсавки Капріві, не мали довготривалого впливу.
Важливішим було, однак, що він зблизився з Центром та соціал-демократами. Передавши Католичній церкві заморожені під час Культуркампфа державну допомогу він спробував здобути підтримку представлених в партії Центру католиків. Відмовою від продовження дії Антисоціалістичного закону, а також обіцяними реформами прусського трикласового виборчого законодавства, він спробував наблизити до себе СПН. Але тут він мав малий простір для маневру: державні адміністрації, поліція, та управління юстиції з успіхом боролись проти соціал-демократів і без особливого закону.

#### Соціальна політика та податкова реформа
На початку реформи постали з необхідністю розв'язання соціального питання соціальної політики. Воно було суголосне з ідеями Вільгельма ІІ про «соціальну імперію». Використовуючи засоби соціальної політики та соціал-демократії Капріві спробував послабити «загрозу революції». Ця політика мала спочатку повну підтримку з боку Вільгельма ІІ. В першу чергу, впровадженням реформ займався міністр торгівлі Ганс Герман фон Берлепш. Серед іншого, була заборонена робота в неділю, також було заборонено працювати дітям до 14 років на фабриках, робочий час молоді та жінок був обмежений. Для мирного владнання конфліктів робітників з працедавцями були впроваджені внутрішні розпорядки на підприємствах та галузеві суди. Тут також дуже віталась участь соціал-демократів. Ще однією новелою стала вимога в прусському законі про гірничу діяльність зведення житла для робітників. Однак, наприкінці урядування Капріві соціальна політика була майже заморожена.
«Податкова реформа Міквеля» впровадила прогресивний податок на доходи фізичних осіб, який майже не вплинув на людей з малими доходами. Землевласники також отримали переваги від цієї реформи. Разом із податковою реформою, парламент мав затвердити адміністративно-територіальну реформу. Завдяки їй, вперше отримали право голосу близько 200 000 чоловік. Консерваторам вдалось так розбавити реформу, що вона торкнулась лише незначної кількості маєтків. Спроба внести зміни до прусського «трикласового» виборчого законодавства також зіштовхнулась на опір традиційних владних еліт. Їм вдалось примусити піти у відставку міністра внутрішніх справ Людвіга Херфурта. Його наступником став консерватор Ботто фон Ойленбург.

### Опозиція до політики Капріві

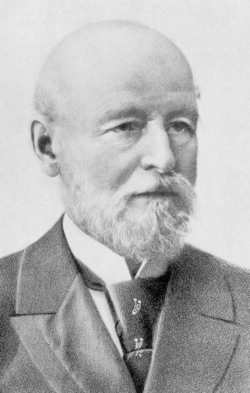
Ботто фон Ойленбург. наступник Капріві на посаді прусського прем'єр-міністра, та долучився до усунення Капріві з посади рейхсканцлера

Політика примирення, але в першу чергу зовнішня та торговельна політика спричинили широку опозицію до Капріві.

#### Опозиція з права
Важливу роль зіграв Отто фон Бісмарк, який використав позитивні відгуки «революційних партій» на адресу Капріві, аби розірвати на шматки свого наступника за здійснення «лівої політики». Ставлення Бісмарка було посилене вчинком Капріві, коли він зірвав заздалегідь узгоджену зустріч колишнього канцлера з кайзером Францом Йосифом I. Непопулярний наприкінці свого урядування Бісмарк тепер мав вищу підтримку та став на чолі правої опозиції до Капріві.
Після того, як був укладений Занзібарський договір, прибічники колоніальної політики стали закидати Капріві зраду німецьких інтересів. Бісмарк, який сам не був прибічником територіальної експансії на інших континентах, взяв участь гостро критикучи Капріві.
Не в останню чергу через прихильність до колоніальної політики на основі Пангерманського союзу була створена права масова організація. Торговельна політика зробила Капріві ворогом, особливо серед консервативних аграріїв. Це спричинило великі протести, в яких, передусім, брали участь великі землевласники.
|  | Ми маємо кричати так голосно, щоб нас почули на сходах до трону!... Я пропоную не більше і не менше, аби ми пішли під соціал-демократів та відкрито створимо фронт проти уряду, аби показати, в такий спосіб, що ми не маємо бажання терпіти таке жахливе ставлення до нас, як було донині, і аби вони побачили нашу силу. |

Цей заклик 1893 року невід'ємно належить до історії створення Союзу аграріїв.
Консервативна «Кройццайтунг» 20 грудня 1893 року розповідала про «нездоланне провалля у відносинах між канцлером та консерваторами». Німецька консервативна партія зосередила критику в першу чергу, на реформу землеустрою, торговельну угоду з Австрією 1891 року, та провал реформи шкільної реформи через міжконфесійне протистояння, що призвело до краху дружнього до уряду руху. Натомість, на Тіволійському засіданні партії 1892 року здобули перемогу прибічники Адольфа Штокера а з ними і антисеміти.

#### Конфлікт навколо закону про освіту
Зовсім з інших причин Капріві наштовхнувся на критику з боку підтримуваних ним націонал-лібералів, вільнодумців, та вільних консерваторів. Причина полягала в запропонованому ним прусському законі про шкільну освіту, який мав конфесійну основу. Мета полягала в тому, аби прив'язати Центр та консерваторів. Після винесення проекту закону серед лібералів та поміркованих консерваторів виникла неочікувана хвиля обурення. Вільгельм ІІ відмовився підтримувати закон. Капріві оголосив про свою відставку після того, як 1892 року пішов у відставку міністр культури Роберта фон Цедліц-Трютцшлера. Посада прем'єр-міністра Пруссії була втрачена, наступником став Ботто фон Ойленбург. Незважаючи на втрату важливої посади в системі влади, він залишився на посаді рейхсканцлера. Відтоді виникли два конкуруючих, а деколи і взаємно блокуючих владних центра на рівні імперського керівництва та прусського кабінету міністрів. Протистояння між Капріві та Ойленбургом несподівано посилило «одноосібне правління» кайзера, а Капріві частково втратив довіру з боку Вільгельма ІІ.

#### Конфлікт навколо військової реформи
Криза була додатково поглиблена конфліктом навколо військової реформи. В підсумку, Капріві вдалось втілити реформу. Вона стосувалась посиленню армії та одночасному скороченню терміну служби до двох років. Скорочення обов'язкового терміну служби наштовхнулось на критику з боку традиційно вишколених військових в оточенні кайзера, в той час, як деякі військові вітали цей крок, оскільки він збільшував число резервістів. Так Капріві втратив підтримку військових. Вільгельм ІІ спочатку став на бік противників реформи, але трохи згодом канцлеру вдалось його переконати у власній правоті. Та проект реформи провалився в Рейхстазі. Як наслідок, Рейхстаг був розпущений, вибори відбулись 1893 року. Новий Рейхстаг ухвалив проект реформ з врахуванням основних пропозицій Капріві. Не в останню чергу через суперечливі погляди на армію стався розкол серед лівих лібералів. Хоча Ойген Ріхтер та його Народна партія вільнодумців виступала проти плану рефром, союз вільнодумців намагалось дійти порозуміння з Капріві. Партія Центру спочатку мала наміри підтримати Капріві, але через суперечки навколо шкільної реформи та критики плану реформування армії стала віддалятись від нього.

### Відставка
Положення Капріві у 1893 році було послаблене через різні причини. В Рейхстазі не було стабільної більшості, Пруссія перетворилась на самостійний центр влади, серед громадськості посилились голоси критиків, переважно правих, проти Кайзера, та сам Кайзер намагався відсторонитись від свого канцлера.
Невідворотне звільнення Капріві з посади рейхсканцлера мало зупинити рух до соціал-демократії. Кайзер, під впливом Карла Фердінанда фон Штумм-Хальберга, спробував дистанціювати себе від попереднього, соціал-політичного курсу, та запропонував ухвалити закон проти прогрессивних партій (нім. Umsturzparteien).
Ойленбург запропонував ухвалити закон проти «революційних тенденцій». Було зрозуміло, що Рейхстаг не підтримає проект закону. Тому він мав бути розпущений з оголошенням виборів. Але заздалегідь було зрозуміло, що новий Рейхстаг відкине проект закону. Необхідно було затвердити новий закон про вибори, який б гарантував бажану більшість у Парламенті. Фактично, це був державний переворот з гори. Водночас, передбачалось позбутись Капріві, котрий не бажав підтримувати винятковий закон аналогічний антисоціалістичному закону. Вільгельм ІІ запропонував Капріві об'єднати зусилля в боротьбі з прогресивними партіями. Капріві відмовився підтримувати боротьбу та оголосив про намір піти у відставку. Кайзер спробував його втримати, та став виступати проти Ойленбурга. Але Ойленбургу вдалось переконати Вільгельма ІІ в тому, що саме Капріві стоїть за витоками інформації про розмови між канцлером та кайзером. Як наслідок, 26 жовтня 1894 року Вільгельм ІІ звільнив як Капріві, так і Ойленбурга.
Хлодвіґ цу Гогенлое-Шиллінгсфюрст 29 жовтня 1894 року був призначений на посаду рейхсканцлера та прем'єр-міністра Пруссії.
По обіді після звільнення, Капріві спалив особисті папери, та наступного дня поїхав до Монтре де залишився протягом місяця. Після завершення кар'єри канцлера, Капріві повністю відійшов від політики, жив у племінника поблизу Франкфурта-на-Одері та уникав розмов про роботу на чолі кабінету міністрів, оскільки ці розмови могли призвести лише до неприємностей.

## Оцінка сучасниками та історіографія

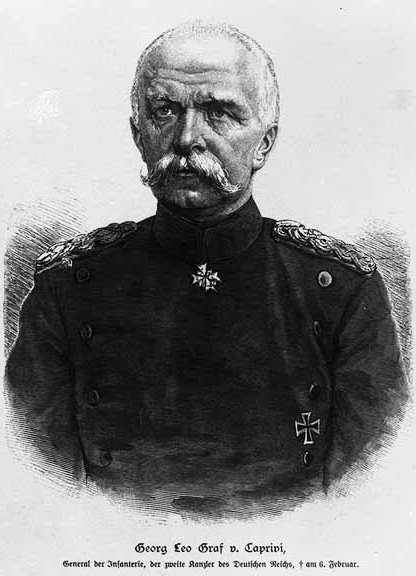
Лео фон Капріві.

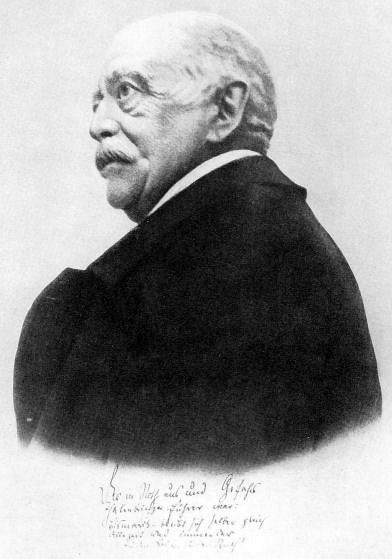
Отто фон Бісмарк мав великий вплив на формування образу Капріві.

Сучасники по різному оцінювали діяльність Капріві. Історик соціал-демократ Франц Мерінг писав в газеті Новий час: Капріві вдалось «знищити брудну корупцію, якою в часи Бісмарка наскрізь просякло німецьке суспільство. … І суспільство більше ніколи не матиме рейхсканцлера кращого за Капріві.» Карл Бачем, експерт з історії партії Центру позитивно оцінив роль Капріві.
Отто фон Бісмарк спочатку підтримував Капріві: він «мав ясний розум, добре серце, широку душу та велику працездатність. З усіх боків людина з великої літери.» Однак вже скоро старий канцлер перетворився на запеклого критика Капріві. Йому та його прибічникам вдалось активною пропагандою створити образ «політичного карлика» Капріві. Наближений до Вільгельма ІІ Філіп цу Ойленбург охарактеризував Капріві як «суміш унтерофіцера та рахункової ради».
На відміну від своїх наступників на посаді рейхсканцлера, Капріві мав у Великій Британії гарний образ.
Тривалий час була популярна основана на критиці Бісмарка негативна оцінка не-продовження договору перестраховки. Рішення не продовжувати договір перестраховки трактувалось як катастрофічне відхилення від принципів зовнішньої політики Бісмарка. Історики тривалий час зображали Капріві як працьовитого, відвертого, але трохи обмеженого генерала, який мав справу зі спадком геніального засновника Німецької імперії. На підтвердження недолугості Капріві в питаннях зовнішньої політики часто цитували надруковані в 1920-ті роки мемуари генерала фон Швайдніца, який в часи Капріві служив послом в Росії.
|  | по дружньому відверто та ясно він сказав мені, що найбільша проблема, яку він зараз має вирішіти, є питання продовження договору з Росією, оскільки він, на відміну від Бісмарка, якого Вільгельм І порівняв з жонглером, який грає з п'ятьма скляними кулями, може водночас жонглювати лише двома. |

Ця картина в останні десятиліття була дещо змінена. Дослідники вже не вважають рішення не продовжувати дію договору перестраховки катастрофічним, бодай тому, що договір не був бездоганним здобутком Бісмарка, а лише тимчасовим заходом.
Так, потроху стали з'являтись різнобарвні оцінки Капріві. Гейнріх Отто Майснер описав його як гарного промовця, але нездатного переконувати, і попри готовність до ведення переговорів грубий в спілкуванні, аж до неввічливості в розмовах з імператоркою. Він не був генералом в політиці, хоч і вдягав військовий мундир будучи канцлером, мав обмежену кмітливість та інстинкти. Згідно з цією точкою зору, Капріві був ерудованою особистістю, готовий переконувати та бути переконаним, який завдяки наполегливому та пильному навчанню досягав того, що іншим давалось дуже просто. На противагу зневажливому ставленню попередніх десятиліть, наприкінці 1950-х років Голо Манн представив інший образ Капріві. До того ж, він мав світлий розум та самостійне мислення. Був неупередженим та непідкупним. «Серед німецьких канцлерів з 1890 до 1918 років він був найкращий.» Він прагнув робити лише правильні речі, але, на жаль, не мав достатньо політичного досвіду. Він сподівався на підтримку добрих людей, не розуміючи, що в політиці дуже мало людей є «добрими». Сучасні дослідники дещо стриманіше оцінюють роль Капріві, але визнають за ним ряд досягнень. Клаус Рюдігер Метце вважає, що заслуга Капріві в тому, що він не лише розгледів перетворення Німеччини з аграрної на індустріальну державу, а ще й сприяв цьому перетворенню своїми соціальними та торговельними законодавчими ініціативами. Він був здатний йти на компроміси та самокритично аналізувати свої дії. Йому була притаманна гнучкість при досягненні його цілей. Основна причина провалу його ліберально-консервативних реформ полягає в нездатності взаємодії з партнерами у внутрішній політиці.
Гейнрих Август Вінклер вважає, що також і підлеглі Капріві в державних установах мали велике бажання до справжніх реформ. Але Капріві часто припускався «грубих помилок», як, наприклад, при підготовці освітнього законодавства, чи у військовій реформі. Ніпперді вважає, що «новий курс» Капріві був спробою втілення широких та системних реформ для відкритої переорієнтації політики в Імперії. Ця спроба бюрократично-раціонального реформістського консерватизму зазнала поразки, зіштовхнувшись зі спротивом партійних коаліцій, груп впливу, як селянський союз, з протистоянням між Пруссією та Імперським урядом, домінуванням феодально-аграрного консерватизму та напів-абсолютистської мілітаристської монархії. Нарешті, реформи провалились через «імпульсивність» кайзера, його зазіхання на «одноосібне правління». Ганс-Улріх Велер вважає, що максимальна програма «нового курсу» Капріві була великим відхиленням від політики Бісмарка, але без стійкої політичної підтримки була нездатна розв'язати актуальні проблеми того часу.

## Нагороди[57]

### Королівство Пруссія
- Орден Корони (Пруссія)[58]
  - 3-го класу з мечами (1866)
  - 1-го класу з мечами на кільці (22 березня 1884)
- Пам'ятний хрест за кампанію 1866[59]
- Хрест «За вислугу років» (Пруссія) (25 років)
- Залізний хрест 2-го і 1-го класу
- Pour le Mérite (18 січня 1871)[60]
- Королівський орден дому Гогенцоллернів
  - командорський хрест (12 січня 1878)[58]
  - великий командорський хрест (16 березня 1884)[61]
- Орден Червоного орла
  - 2-го класу з дубовим листям і зіркою[58]
    - орден (1879)
    - зірка (18 січня 1884)

  - великий хрест з короною (12 червня 1892)[61]
- Орден Чорного орла з ланцюгом в діамантах[61]
  - орден (17 червня 1890)
  - ланцюг (17 січня 1891)
- Столітня медаль

### Австро-Угорщина[62]
- Орден Залізної Корони 2-го класу (1872)
- Королівський угорський орден Святого Стефана, великий хрест (1890)

### Королівство Саксонія
- Орден Альберта (Саксонія), командорський хрест 2-го класу (1875)[63]
- Орден Рутової корони

### Королівство Вюртемберг[64]
- Орден Фрідріха (Вюртемберг), командорський хрест 1-го класу (1875)
- Орден Вюртемберзької корони, великий хрест (1890)

### Королівство Італія
- Вищий орден Святого Благовіщення (10 листопада 1890)[65]
- Орден Святих Маврикія та Лазаря, великий хрест (10 листопада 1890)
- Орден Корони Італії, великий хрест (10 листопада 1890)

### Велике герцогство Баденське
- Орден Вірності (Баден) (1890)[66]
- Орден Бертольда I (1890)

### Російська імперія
- Орден Андрія Первозванного з алмазами (1894)
- Орден Святої Анни 2-го ступеня з мечами

### Королівство Баварія
- Орден Святого Губерта
- Орден «За військові заслуги» (Баварія), великий хрест

### Османська імперія
- Орден «Османіє» 1-го класу з діамантами
- Орден Меджида 1-го класу

### Інші держави або династії
- Орден Генріха Лева, великий хрест з мечами (Брауншвейзьке герцогство; 1889)[67]
- Орден Людвіга (Гессен-Дармштадт), великий хрест (7 жовтня 1890)[68]
- Орден Білого Сокола, великий хрест (Велике герцогство Саксен-Веймар-Айзенаське; 1891)
- Орден Альберта Ведмедя, великий хрест (Герцогство Ангальт; 1893)[69]
- Орден Леопольда I, велика стрічка (Бельгія)
- Орден Подвійного дракона 1-го ступеня, 3-й клас (Китай)
- Орден дому Саксен-Ернестіне, великий хрест
- Орден Вранішнього Сонця 1-го класу (Японська імперія)
- Орден Вендської корони, великий хрест (Мекленбург)
- Орден Нідерландського лева, великий хрест
- Орден Заслуг герцога Петра-Фрідріха-Людвіга, великий хрест із золотою короною та мечами на кільці (Велике герцогство Ольденбурзьке)
- Почесний хрест (Ройсс) 1-го класу з мечами
- Орден Зірки Румунії, великий хрест
- Орден дому Ліппе, почесний хрест 1-го класу
- Орден Білого слона, великий хрест (Сіам)
- Почесний громадянин міста Данциг

## Праці
- Reden (R. Arndt, Hrsg.), 1894. Neuauflage: Die Reden des Grafen von Caprivi (=Deutsches Reich — Reichskanzler Band II/I), Severus, Hamburg 2011, ISBN 978-3-86347-147-7.
- Briefe (M. Schneidewin, Hrsg.), in Deutsche Revue. Band 47/2, 1922.